# جون توشاك
جون بنيامين توشاك (بالإنجليزية: John Toshack)‏، من مواليد 22 مارس 1949 في كارديف، لاعب كرة قدم ويلزي سابق، درب المنتخب ويلز لكرة القدم و درب فريق الوداد الرياضي المغربي، وقد فاز معه بدرع الدوري المغربي الممتاز لسنة 2014/2015.
أقيل من تدريب الوداد بسبب خسارته مع نادي الزمالك في نصف نهائي دوري أبطال إفريقيا بنتيجة 4-0

## مسيرته الكروية
بدأ توشاك مسيرته الكروية مع نادي كارديف سيتي وهو في عمر الستة عشر عاما، وبعد أن أمضى أربع سنوات مع نادي كارديف سيتي، انتقل إلى نادي ليفربول في نوفمبر 1970، وقد سجل 96 هدفا مع ليفربول وساعدهم على الفوز بلقب الدوري الإنجليزي ثلاث مرات (1973 و1976 و1977) وكأس الاتحاد الإنجليزي مرة واحدة (1964) وكأس الاتحاد الأوروبي مرتين (1973 و 1976)، وقد لعب مع منتخب ويلز لكرة القدم 40 مباراة دولية وسجل 12 هدف.

## مسيرته التدريبية
درب نادي فيتش فيلد، وقادهم من دوري الدرجة الرابعة إلى دوري الدرجة الأولى في أربع مواسم، وفي عام 1984 انتقل إلى تدريب نادي سبورتنغ لشبونة، ولكنه ظل معهم موسما واحدا فقط، انتقل بعده إلى إسبانيا محققا نجاحه الأكبر هناك، حيث درب ريال مدريد مرتين وريال سوسيداد ثلاث مرات وديبورتيفو لاكارونا وريال مورسيا مرة واحدة، وقد درب نادي بيشكتاش التركي وسانت إتيان الفرنسي، وقد عين في عام 1994 مدربا لمنتخب ويلز لكرة القدم، ولكنه أقيل بعد 41 يوم بعد الخسارة أمام منتخب النرويج لكرة القدم 1-3

## الفرق التي دربها
- 1978 - 1983 : سوانسي سيتي (كمدرب وكلاعب) (ويلز)
- 1984 - 1985 : سبورتنغ لشبونة  البرتغال
- 1985 - 1989 : ريال سوسيداد  إسبانيا
- 1989 - 1990 : ريال مدريد  إسبانيا
- 1991 - 1994 : ريال سوسيداد  إسبانيا
- 1994 : منتخب ويلز لكرة القدم (مباراة واحدة)  بريطانيا
- 1995 - 1997 : ديبورتيف لاكارونا  إسبانيا
- 1997 - 1999 : بيشكتاش  تركيا
- 1999 : ريال مدريد  إسبانيا
- 2000 - 2001 : نادي سانت إتيان  فرنسا
- 2001 - 2002 : ريال سوسيداد

إسبانيا
- 2002 - 2003 : كاتانيا  إيطاليا
- 2004 : ريال مورسيا  إسبانيا
- 2004 - 2014 : منتخب ويلز لكرة القدم بريطانيا
- 2014_2016 : نادي الوداد الرياضي  المغرب

## روابط خارجية
- جون توشاك على موقع الاتحاد الأوربي (الإنجليزية)
- جون توشاك على موقع قاعدة بيانات كرة القدم.إي يو (الإنجليزية)
- جون توشاك على موقع ليكيب (الفرنسية)
- جون توشاك على موقع ناشيونال فوتبول تيمز (الإنجليزية)
- جون توشاك على موقع Soccerway.com (الإنجليزية)
- جون توشاك على موقع عالم كرة القدم.نت (الإنجليزية)
- جون توشاك على موقع كووورة